# Iranian Taboo
Iranian Taboo ist ein iranischer Dokumentarfilm von Reza Allamehzadeh, der die Verfolgung der Bahai im Iran zum Thema hat. Der Film wurde 2011 veröffentlicht und 2012 am Dawn Breakers International Film Festival und am Newport Beach Film Festival gezeigt.

## Inhalt
Wegen der Verfolgung ihrer Bahai-Glaubensgemeinschaft durch das iranische Regime beschließen Nadereh und ihre vierzehnjährige Tochter, alle ihre Sachen zu verkaufen und ihre Heimat Isfahan zu verlassen, um im Westen Zuflucht zu nehmen. Der Film führt durch die Türkei, Israel und die Vereinigten Staaten und gibt Einblicke in die unterirdische Bahai-Universität, lässt die Friedensnobelpreisträgerin Shirin Ebadi, unterdrückte Bahai-Bauern in der iranischen Provinz Māzandarān sowie den ersten Präsidenten nach der Revolution, Abolhassan Banisadr, zu Wort kommen.